# Лопаткина
Лопа́ткина (рос. Лопаткина) — присілок у складі Байкаловського району Свердловської області. Входить до складу Краснополянського сільського поселення.
Населення — 146 осіб (2010, 174 у 2002).
Національний склад населення станом на 2002 рік: росіяни — 96 %.